# Horváth Gyöngyvér
Horváth Gyöngyvér, született Szőke (Kolozsvár, 1952. február 9. –) romániai magyar grafikus, Horváth László felesége.

## Életpályája
Középiskolai tanulmányait a kolozsvári 3-as számú líceumban végezte (ma Apáczai Csere János Elméleti Líceum). Gyerekkorában színésznő akart lenni. Gyakran járt színházba, nemcsak előadásokra, hanem betekintést nyert a kulisszák mögötti életbe is. Anyai nagyapja Lorán Lajos díszletfestő volt. A nagyszülőknél eltöltött időben sokat rajzolt. 
1967-ben felvételizett a Horváth Béla és Bisztrai Mária vezette Stúdió Színpad (Kolozsvár) amatőr színjátszó társulathoz. Ugyanabban az osztályban koptatták a padot többek között Csoma Judit, valamint Georgescu Mária, aki szintén a Stúdió Színpad (Kolozsvár) tagja volt. Mégsem a színin kötött ki, hanem a képzőművészetet választotta. A kolozsvári Ion Andreescu Képzőművészeti Főiskola grafikai szakán végzett 1977-ben. Tanárai Feszt László, Nica Ioachim, Horvat Bugnariu Ioan voltak.
A kolozsvári Igazság, majd a Szabadság (napilap, 1989–) grafikusa, nyugdíjazásáig. A Tinivár ifjúsági kiadó külső munkatársaként szerkesztette, illusztrálta a Diákabrakot, a Maturandust és a Diákévkönyvet.
A nagyenyedi Inter-Art nemzetközi alkotótábor grafikai vezetője.

## Kiállítások (válogatás)

### Egyéni kiállítások
- 1979: Korunk Galéria, Kolozsvár
- 1983: Korunk Galéria, Kolozsvár
- 1992: Pécsi Nevelési Központ
- 1993, 1995: Százszorszép Gyermekház, Szeged
- 1998: Gy. Szabó Béla Galéria, Kolozsvár
- 1999: Pro Juventute Galéria, Kolozsvár
- 2003: Gy. Szabó Béla Galéria, Kolozsvár
- 2004: Inter-Art Galéria, Nagyenyed
- 2004: Várkonyi Nándor Könyvtár, Pécs
- 2005: Bernády György Művelődési Központ, Marosvásárhely
- 2005: Teleki Oktatási Központ, Szováta
- 2005: Haáz Rezső Múzeum, Székelyudvarhely
- 2006: Teleki Magyar Ház, Nagybánya
- 2007: Reményik Sándor, Galéria
- 2008: Katolikus templom, Margitta
- 2008: Inter-Art, Nagyenyed
- 2010: Barabás Miklós Céh, Kolozsvár[3]
- 2012: Minerva, Kolozsvár[4]
- 2013: Múzeum, Gyulafehérvár
- 2018: Művészeti múzeum, Kolozsvár[5]
- 2018: Györkös Mányi Emlékház[6]

### Csoportos kiállítások
- 1977–1989: rendszeres résztvevője a romániai megyei grafikai tárlatoknak, valamint az országos grafikai biennáléknak
- 1990–2015: közös tárlatok: Kolozsvár, Nagyenyed, Zsoboki Alkotótábor, Bukarest, Beszterce, Szováta, Torda, Budapest, Bombay, Kairó, Olaszország (Rimini), Stockholm, EMMP Apáczai Galéria
- 2005: Inter-Art, Nagyenyed[7]
- 2009: ENSZ-székház (New York)[8]
- 2013: Belgiumi román nagykövetség
- 2013: Petrozsény
- 2013: Marktrodach (Németország)
- 2013: Európai Parlament, Brüsszel[9]
- 2013: New York
- 2014: IANZA-ART INTER-CULTURAL, Bukarest
- 2015: New York
- 2015: Gunsan (Korea)
- 2016: Román Nemzeti Könyvtár, Bukarest[10]
- 2016: Parlament, Bukarest
- 2017: Művészeti Múzeum, Kolozsvár[11]
- 2018: Művészeti Múzeum, Kolozsvár
- 2018: Bitola – 9 International Triennial of Graphic Art[12]
- 2019: Művészeti Múzeum, Kolozsvár
- 2019: Barabás Miklós Céh, Kolozsvár
- 2019: Apáczai Galéria, Kolozsvár

## Díjak
- 2016 Székely Bertalan-díj, Kolozsvár

## Társasági tagság
- Barabás Miklós Céh
- Romániai Képzőművészek Szövetsége

## Munkáiból
- 2012
- 2013
- 2014
- 2015
- 2016
- 2017

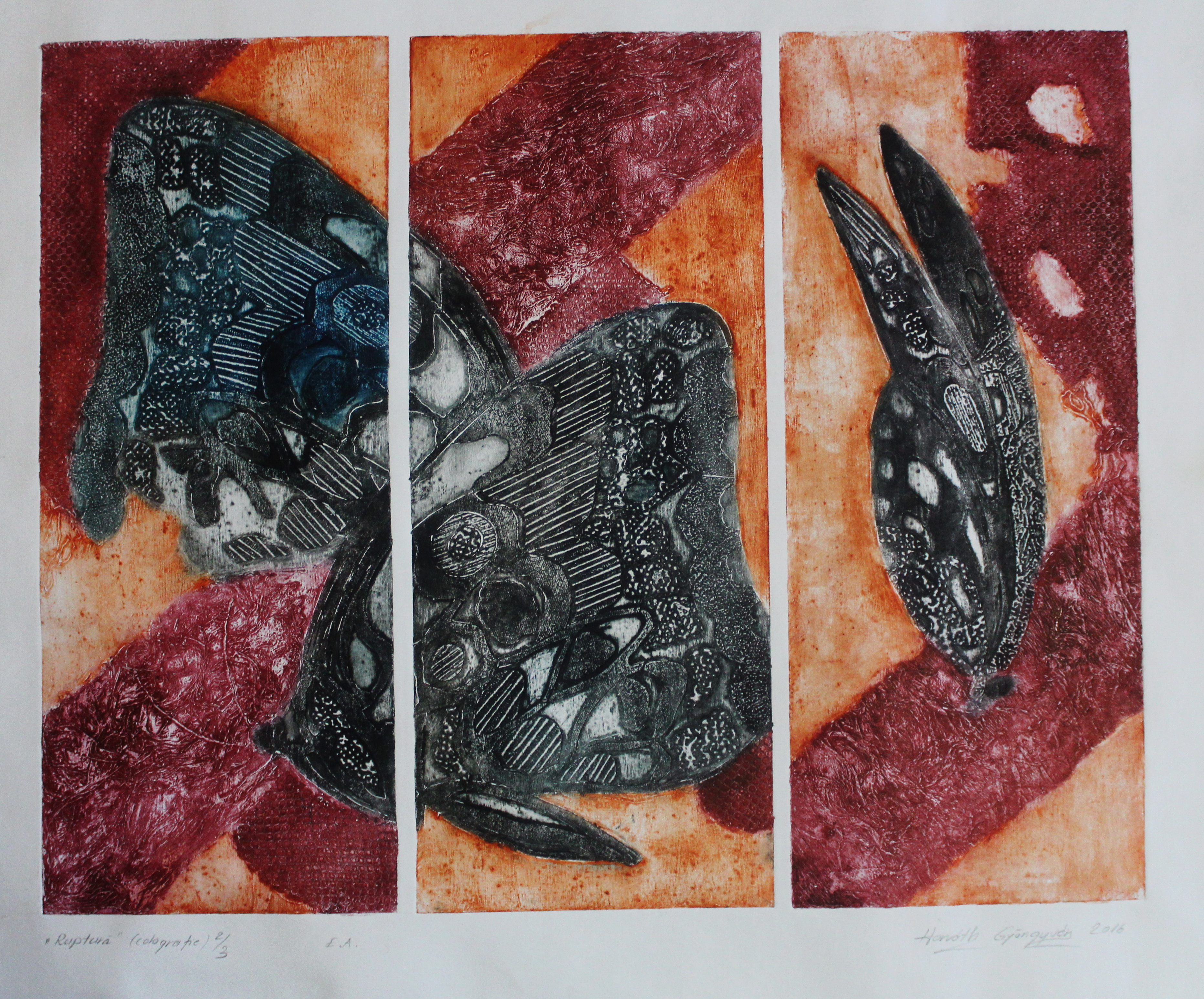
Szakadás
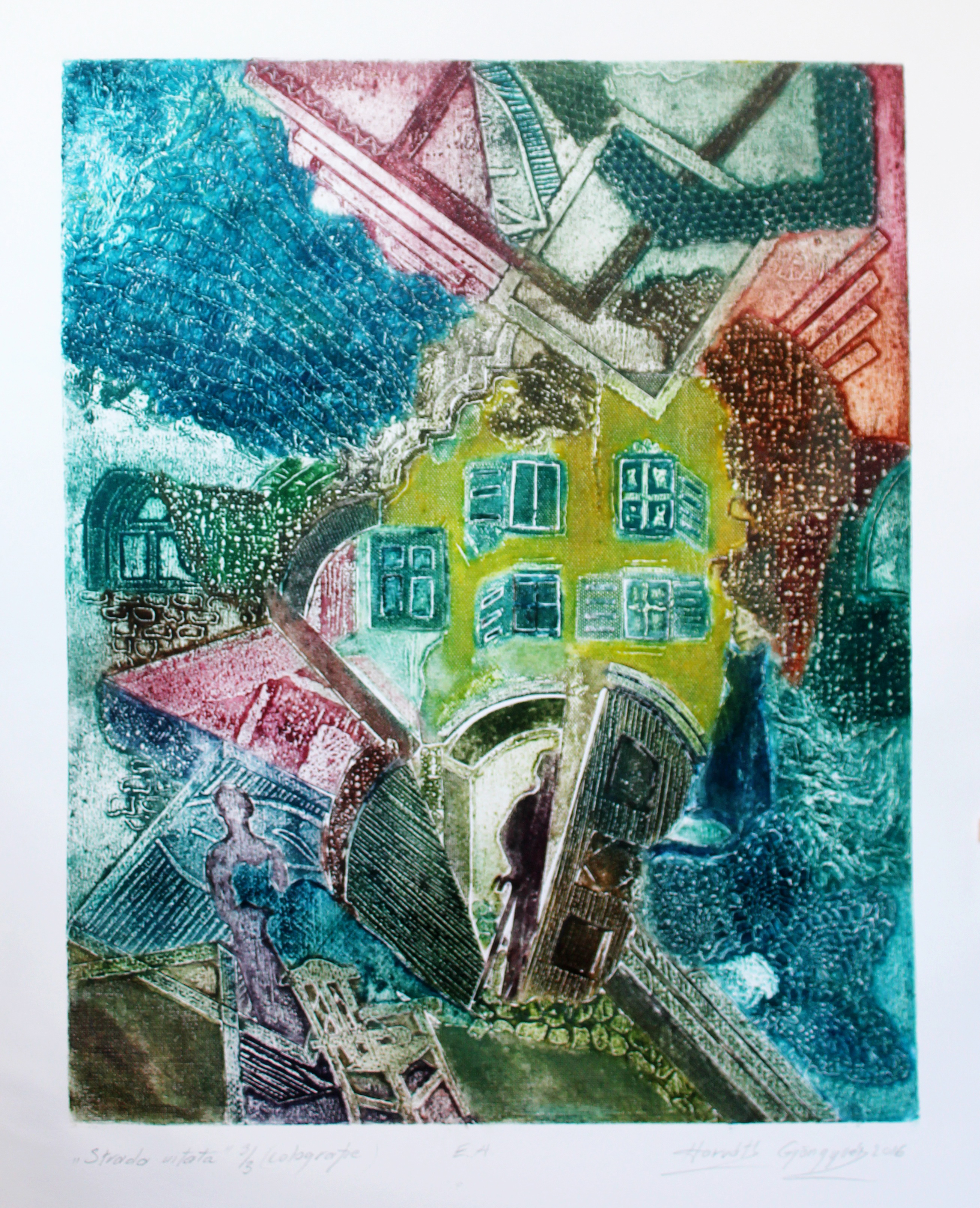
Elfelejtett utca
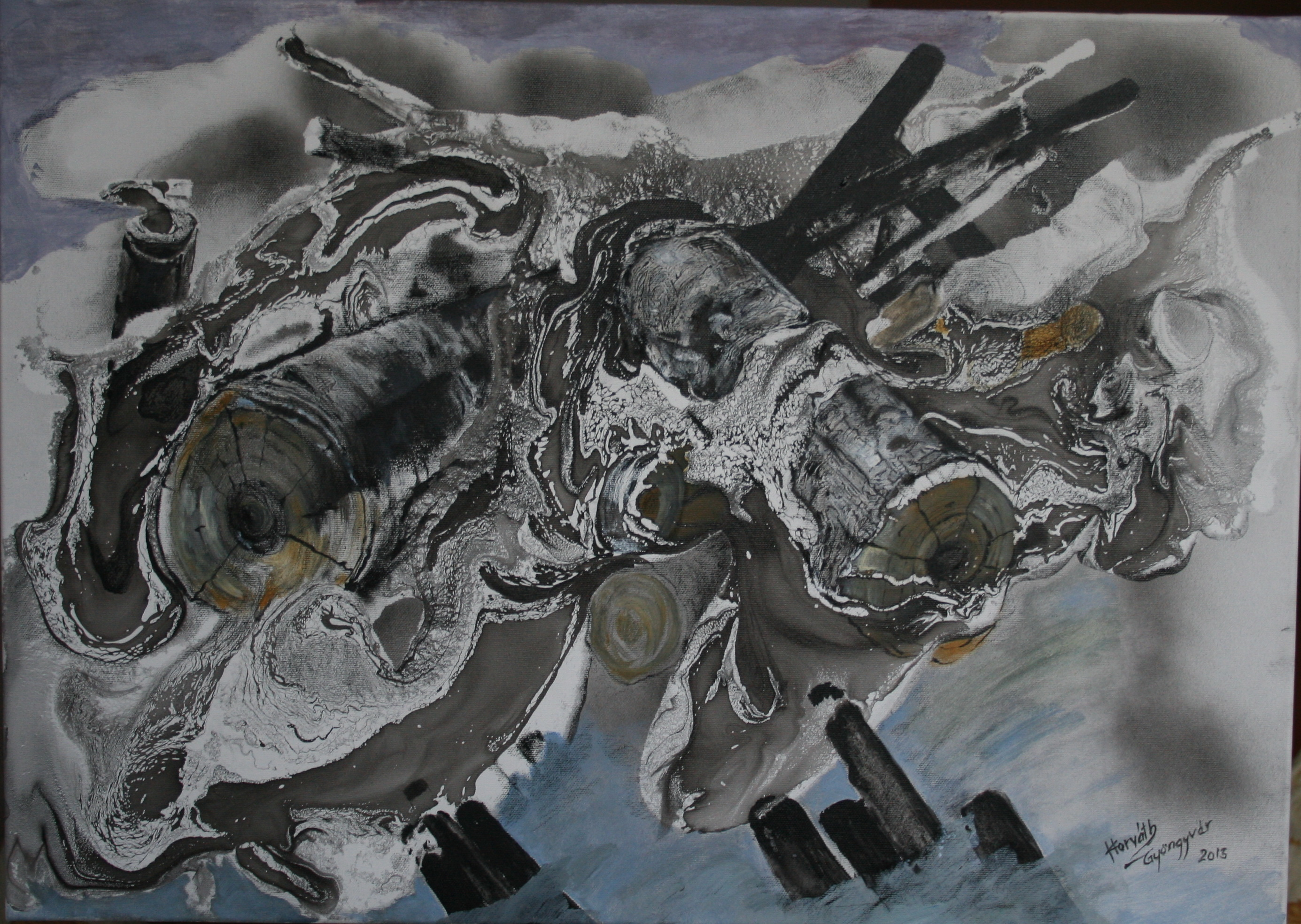
Sodrásban
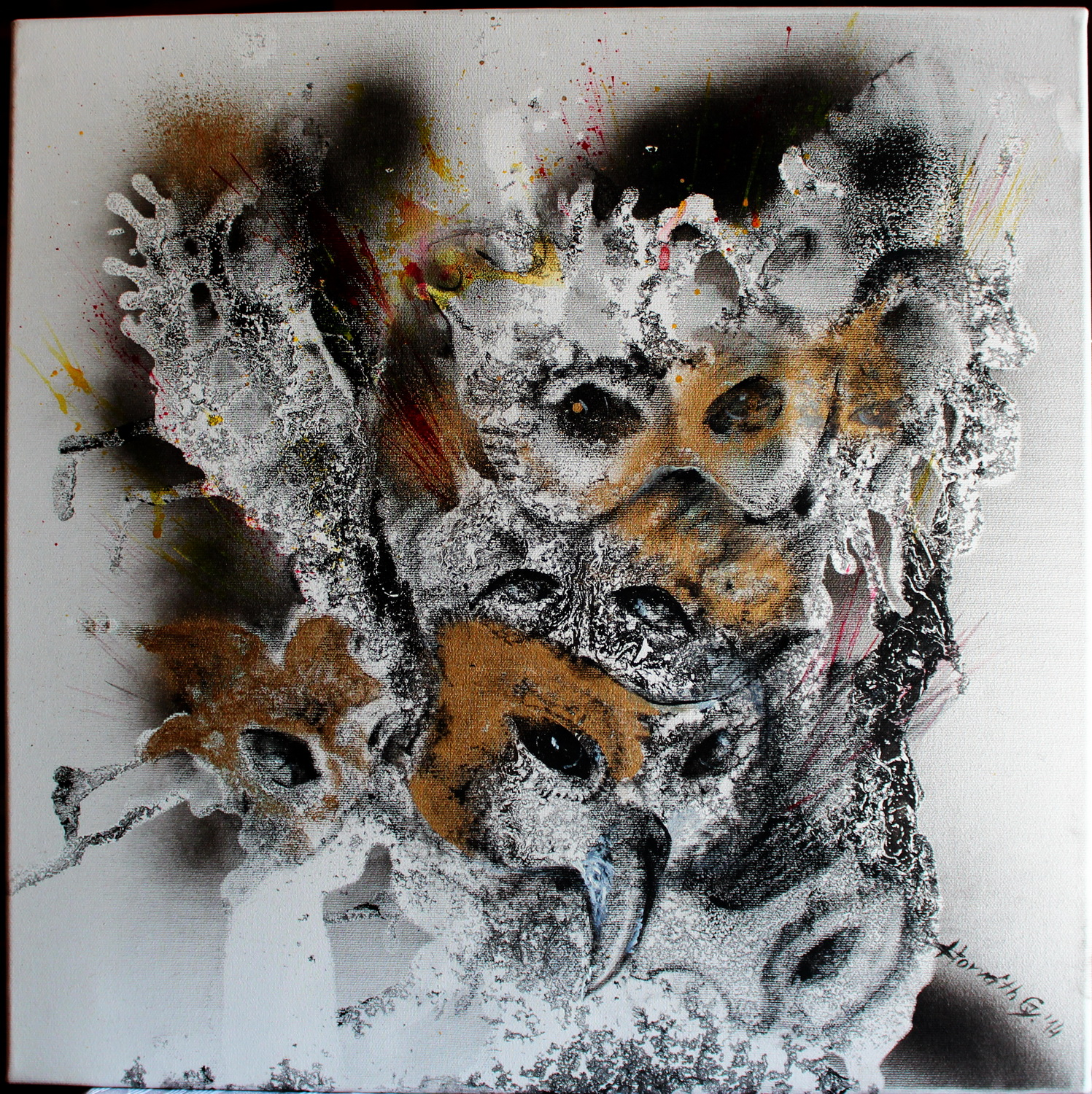
Maskara